# Vikmanholmen
Vikmanholmen är en by i Nederkalix socken i Kalix kommun. Från 2015 avgränsar SCB här en småort, från att tidigare ha ingått i Karlsborgs tätort.